# 1208
Cette page concerne l'année 1208  du calendrier julien. Pour l'année 1208 av. J.-C., voir 1208 av. J.-C.  Pour le groupe de pop punk, voir 1208 (groupe).
L'année 1208 est une année bissextile qui commence un mardi.

## Événements
- Vendanges précoces dans le Nord de la France. Très belles récoltes de blé et de vin[1].

- 15 janvier : assassinat du légat pontifical Pierre de Castelnau par un écuyer de Raymond VI de Toulouse à Saint-Gilles[2]. Le légat venait d’excommunier Raymond VI pour sa mansuétude envers les Cathares. Traditionnellement les historiens font remonter à cet événement le début de la croisade contre les Albigeois.
- 31 janvier : victoire d’Éric X de Suède sur son compétiteur Sverker II, soutenu par le Danemark, à la bataille de Kungslena[3].

- 10 mars : le pape Innocent III appelle à la croisade contre les Albigeois par une bulle[4].
- 23 mars : le pape Innocent III jette l’interdit sur le royaume d’Angleterre après son conflit avec Jean sans Terre sur la nomination de l’archevêque de Cantorbéry. Toute cérémonie religieuse est interdite, et les sujets sont déliés de leur fidélité au souverain[5].

- 3 juin : charte d'Albert de Cuyck octroyée aux bourgeois de Liège par l’empereur Philippe de Souabe[6].
- 21 juin : Othon IV de Brunswick fait assassiner son rival Philippe de Souabe par son allié Otton de Wittelsbach[7].

- 30 juillet[8] : victoire de l’empereur latin d’Orient Henri de Hainaut sur les Bulgares et les Byzantins de Théodore Lascaris, empereur grec de Nicée, à Philippopoli. Henri entreprend des conquêtes en Bithynie et en Mysie aux dépens des grecs de Nicée. Habile diplomate, il réussit à s’entendre avec le clergé orthodoxe et s’attirer ainsi la sympathie de la population indigène.
- Automne : siège et prise d’Otepää. Les chevaliers porte-glaives s’impliquent dans des querelles de tribus au pays des Estes[9].

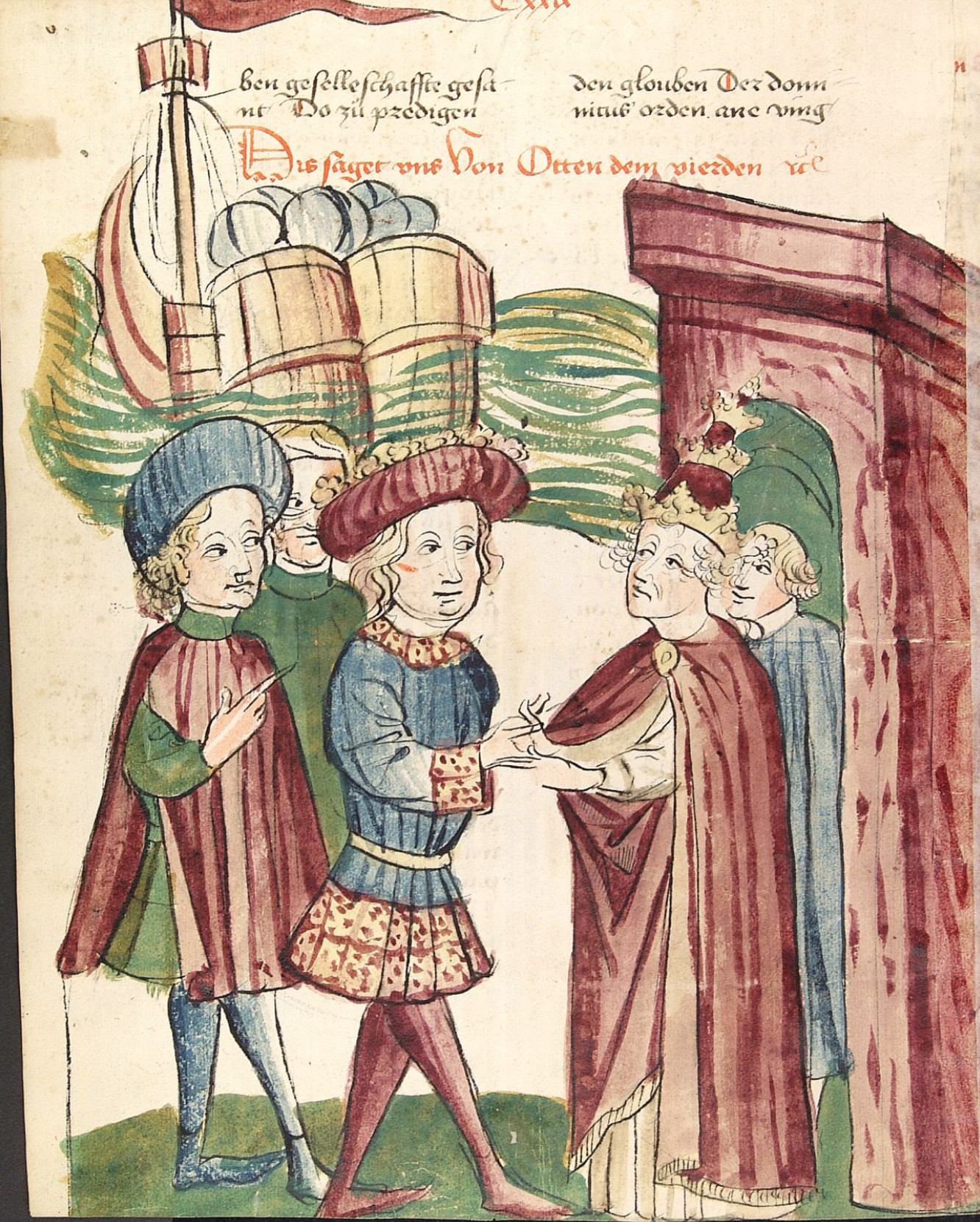
Otton IV et le pape Innocent III, manuscrit du XVe siècle

- 11 novembre[10] : Othon IV de Brunswick est élu empereur à Francfort-sur-le-Main puis se fait couronner par le pape Innocent III le 4 octobre 1209[11].

- 29 décembre : mort de Zhangzong. Début du règne en Chine de Wanyan Yunji (en) (Weishao Wang), empereur Djürchet des Jin (fin en 1213)[12].

- Fondation de l’université de Palencia, la première université d’Espagne, (déplacée en 1321)[13].